# 後発効果
後発効果（こうはつこうか、late development effect）とは、制度や技術を他国や他社などよりも遅い段階で採用したため、何らかの好ましい影響がみられる効果のこと（その副作用を含む場合もある）。ロナルド・ドーアによって用いられた。後発優位 (late comer('s) advantage, late developing advantage) とほぼ同義。

## 後発効果の典型例
ドーアは後発効果のよく知られた例として、19世紀ドイツの鉄鋼業におけるイギリスに対するキャッチアップや、戦後日本の造船業などを挙げている。ドーアが示したのは、日本企業の「組織志向型」的性格（特に大企業における男性正社員の年功序列、終身雇用制、そして企業別の労働組合など）であった。ドーアによれば、英米の「市場志向型」性格に比べていくつかの優れた点があるが、これは日本企業がこうした制度を採用した時期がイギリスよりも遅かったうえ、まだ労働力の市場化が進まず、職能別労働組合などが発達する前だったからこそ可能だったということである。また、日本の場合は新卒者の一括採用など、学歴の利用が可能になっていたことも重要だったと考えている。

## 後発効果の副作用
後発効果には、副作用も含まれる場合がある。たとえばドーアは、日本の大企業の終身雇用制が入社前の念入りな選別を必要とし、その選別を広い意味での学歴を用いて行うようになった結果、学歴社会を作り上げることになったと考えている。